# Ratwica
Ratwica – wieś w Polsce położona w województwie lubelskim, w powiecie biłgorajskim, w gminie Biłgoraj.
W latach 1975–1998 miejscowość należała administracyjnie do województwa zamojskiego.
Wieś wchodzi w skład sołectwa Wolaniny, Ratwica.